# Ileen Getz
Ileen Getz (Bristol (Pennsylvania), 7 augustus 1961 – New York, 4 augustus 2005) was een Amerikaanse actrice.

## Biografie
Getz heeft gestudeerd aan de Northwestern-universiteit in de staat Illinois. Na het afstuderen begon zij met acteren in lokale theaters in Chicago. Zij stierf op 4 augustus 2005 aan de gevolgen van kanker en liet haar man en twee kinderen na.

## Filmografie

### Films
- 2006 East Broadway – als vertegenwoordigster
- 2006 Friends with Money – als Maria
- 2004 A Hole in One – als verpleegster Aphrodite
- 2003 The Station Agent – als mrs. Kahn
- 2003 Untitled New York Pilot – als Marilyn Weiss
- 2002 Changing Lanes – als Ellen
- 2001 The Next Big Thing – als Trish Kane
- 2001 Lovely & Amazing – als vertegenwoordigster
- 1998 Celebrity – als spreekster op reünie
- 1996 The Prosecutors – als assistente officier van justitie

### Televisieseries
Uitgezonderd eenmalige gastrollen.
- 2003 – 2007 Queens Supreme – als mrs. Roth – 2 afl.
- 1996 – 2001 3rd Rock from the Sun – als Judith Draper – 32 afl.